# Saint-Victor-d’Épine
Saint-Victor-d’Épine ist eine französische Gemeinde mit 337 Einwohnern (Stand 1. Januar 2022) im Département Eure in der Region Normandie.

## Geografie
Saint-Victor-d’Épine liegt im Lieuvin, 1,4 Kilometer nördlich von Notre-Dame-d’Épine, 2,4 Kilometer südwestlich von Neuville-sur-Authou und 13 Kilometer nordöstlich von Bernay am Ostrand des Lieuvin.
Alte Weiler und Lehensgüter die heute noch zu Saint-Victor-d’Épine gehören, sind: La Boudinière, Le Chemin-Chaussé (benannt nach der Römerstraße von Brionne nach Cormeilles), La Forge-Courtin, La Gosseaumerie, Le Hamel, Le Manoir, La Minardière, La Morinière, La Prévotière und La Rochelle.
In Saint-Victor-d’Épine besteht die Gefahr, dass Marnières, alte Mergelgruben, einen Erdrutsch verursachen. Die 1,5 bis 2 Meter breiten und mehrere Meter tiefen Löcher können zum Beispiel nach starkem Regen entstehen. Es sind Öffnungen der Zugangsschächte, deren Schuttfüllung in die Seitengänge geschwemmt wurde. Die Decken der Abbauschächte können ebenfalls einstürzen, was breitere Löcher entstehen lässt. Erdrutsche durch starken Regenfall ereigneten sich in der Gemeinde im Dezember 1999.

## Geschichte
Épine ist das französische Wort für „Stachel“, sowohl Schlehdorn als auch Rotdorn enthalten das Wort épine. Es hat also wahrscheinlich besonders viele Dornbüsche vor Ort gegeben. Die Ländereien namens Épine gehörten bis zum 11. Jahrhundert zur Baronie von Saint-Philbert-sur-Risle.
Gegen Ende des Jahres 846 oder 847 war Bayeux in der Hand der Bretonen unter Nominoë († 851). Die Gegend um Bayeux wurde häufig von Normannen heimgesucht. Ein Mann namens Hervé aus Saint-Victor-d’Épine beschloss aufgrund von Visionen, und nachdem er sich mit Frechulf, dem Bischof von Lisieux, beraten hatte, die Leichen der Heiligen Regnobert de Bayeux und Zénon, der Diakon von Bayeux gewesen war, zu sich nach Hause zu bringen. Zwei Priester halfen ihm dabei. Sie schlichen sich in die Stadt, in die Kirche Saint-Exupère und stahlen die Reliquien. Über Norolles zogen sie dann mit viel Gesang und Prozessionen zurück nach Saint-Victor-d’Épine, wo die Leichen der beiden Heiligen eine Weile auf dem Altar ausgestellt waren, bis Hervé ihnen eine eigene Kirche in Suiacum Villa erbaute.
Im 11. Jh. schenkte der damaligen Besitzer Guillaume Giroie d’Echauffour Épine der Abtei Saint-Léger von Les Préaux. Épine wurde in die Pfarreien Saint-Victor-d’Épine und Notre-Dame-d’Épine geteilt.
In Urkunden wurde es 1317 Saint-Victor-d’Espineuse, 1400 Saint-Victor-de-la-Haie-d’Eppines, und im 17. Jahrhundert Saint-Victor-d’Epinne (Notiz des Chambre des comptes, des französischen Finanzministeriums im Ancien Régime) genannt.
Saint-Victor-d’Épine erhielt 1793 im Zuge der Französischen Revolution (1789–1799) den Status einer Gemeinde (noch als Saint Victor d’Epine) und 1801 das Recht auf kommunale Selbstverwaltung (mit der heutigen Namensschreibweise).
| Jahr      | 1793 | 1831  | 1881 | 1931 | 1975 | 1982 | 1990 | 1999 | 2006 |
| --------- | ---- | ----- | ---- | ---- | ---- | ---- | ---- | ---- | ---- |
| Einwohner | 922  | 1.017 | 643  | 342  | 256  | 293  | 286  | 280  | 320  |

Die meisten Einwohner hatte Saint-Victor-d’Épine 1831 (1017). Danach nahm die Zahl der Einwohner fast kontinuierlich bis 1975 (256) ab. Nach 1975 erholten sich die Einwohnerzahlen wieder leicht.

## Sehenswürdigkeiten

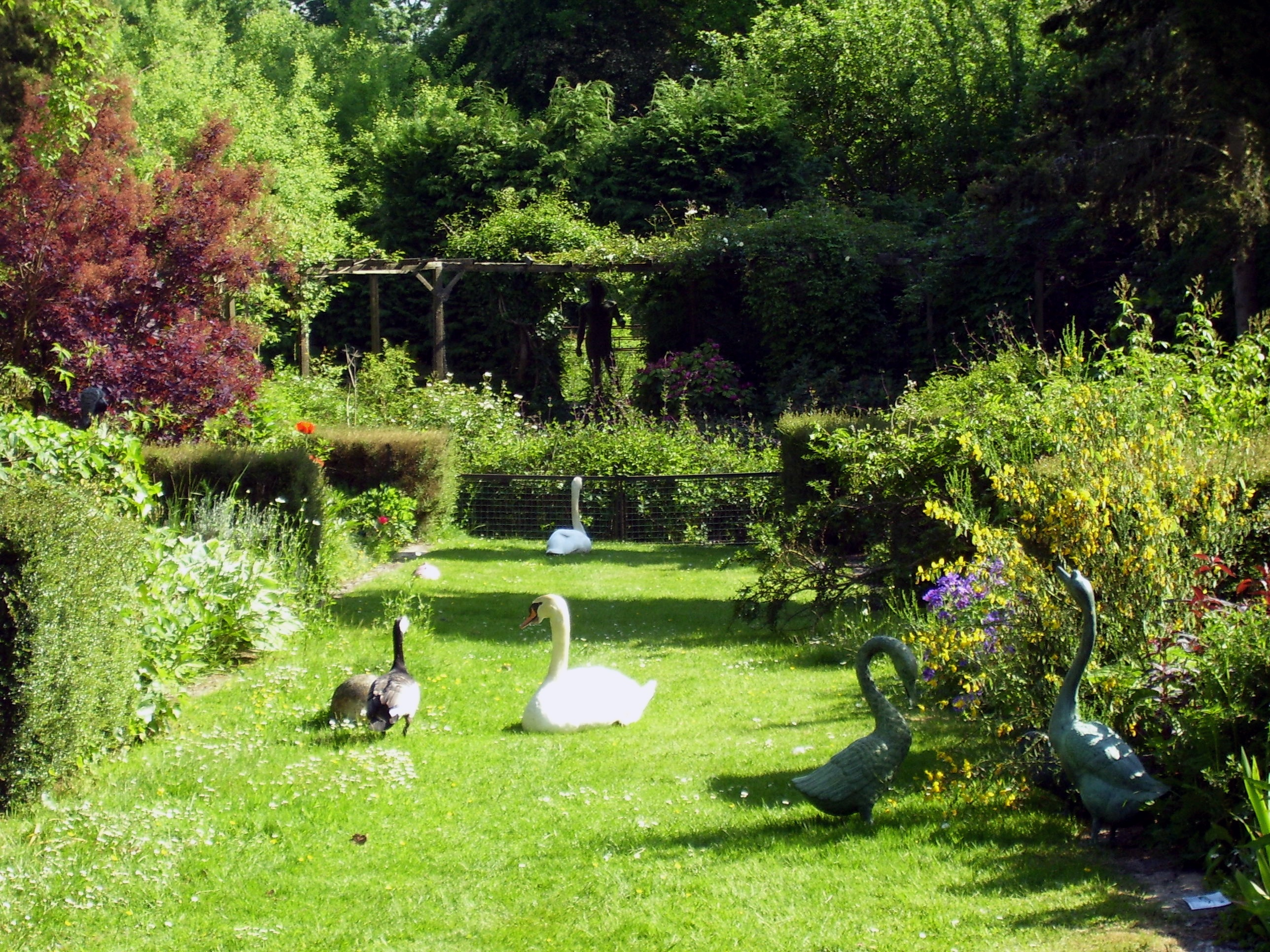
Echte und unechte Schwäne in den Gärten des Clos Saint-François

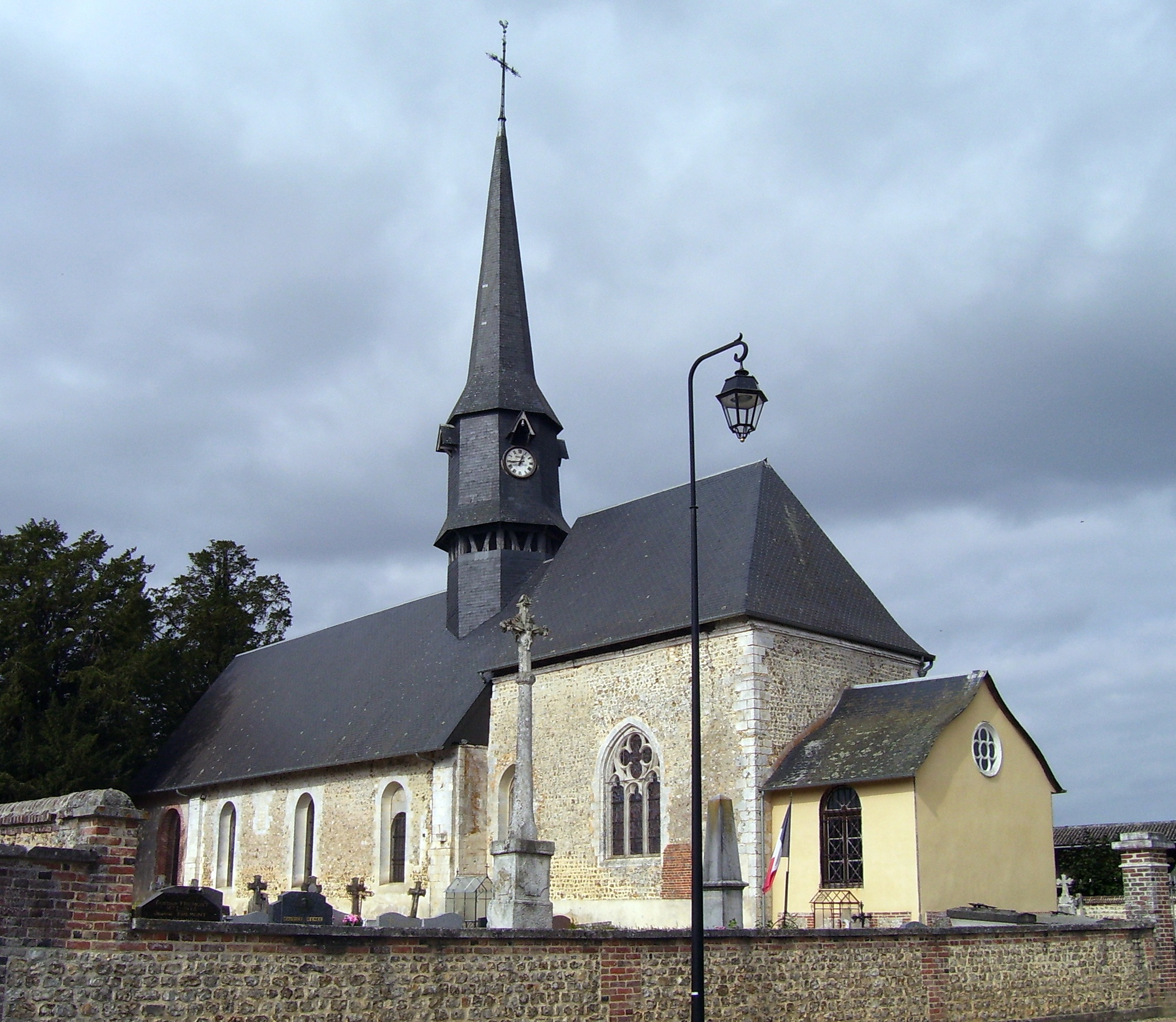
Die Kirche Saint-Victor

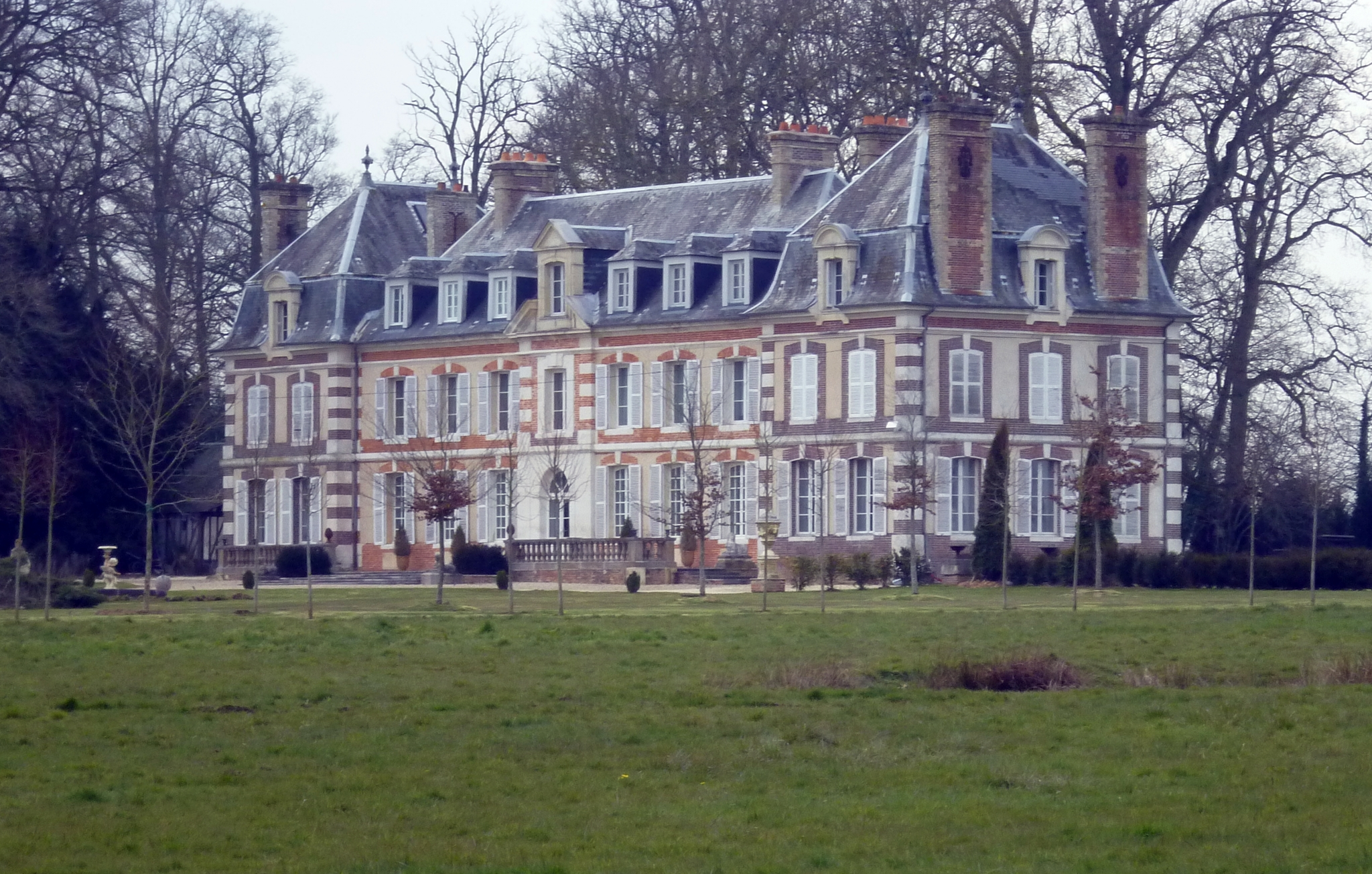
Le Mont-Criquet

Die Kirche Saint-Victor wurde im 16. Jh. erbaut und im 19. Jh. umgebaut, wobei das Kirchenschiff vergrößert wurde. In der Kirche befindet sich ein Gemälde, das die Kreuzigung Jesu Christi darstellt. Es wurde im 17. Jh. gemalt und ist seit 1907 als Monument historique (historisches Denkmal) klassifiziert.
Eine der beiden großen Eiben hinter der Kirche ist etwa Tausend Jahre alt. Und damit wesentlich älter als die Kirche selbst. Die Eibe wurde 1925 als arbre remarquable (Baumdenkmal) klassifiziert. Sie ist 15 Meter hoch und ihr Stamm hat an der Basis einen Umfang von 11 Metern. Eiben gelten im Volksglauben der Normandie als Verbindungen zwischen dem Reich der Toten und der Lebenden. Sie schützen die Seele des Verstorbenen auf dem Weg ins Totenreich. Daher wurden sie auf den Friedhöfen gepflanzt.
Das Herrenhaus Le Mont-Criquet wurde im 18. Jh. erbaut. Die Mauern bestehen aus Bruchstein und Backstein. In der zweiten Hälfte des 19. Jahrhunderts ließ die comtesse de Vaugiraud das Zwerchhaus und die seitlichen Pavillons vergrößern. Es befindet sich im Privatbesitz.
Die Gartenanlage Jardins du Clos Saint-François wurde 1985 um ein normannisches Bauernhaus aus dem 17. Jahrhundert herum eingerichtet. Das Gelände ist zwei Hektar groß und liegt am Rande des Gemeindegebiets von Saint-Victor-d’Épine auf halbem Weg nach Saint-Georges-du-Vièvre. Auf den Wiesen, Blumenbeeten und Teichen werden Skulpturen und Installationen ausgestellt. Zwischen den Kunstwerken laufen Schwäne, Enten und Gänse herum. Von Anfang Mai bis Ende August sind die Gärten von Freitag bis Montag geöffnet.

## Wirtschaft
Auf dem Gemeindegebiet gelten kontrollierte Herkunftsbezeichnungen (AOC) für Pont-l’Évêque-Käse, Calvados und Pommeau (Pommeau de Normandie) sowie geschützte geographische Angaben (IGP) für Schweinefleisch (Porc de Normandie), Geflügel (Volailles de Normandie) und Cidre (Cidre de Normandie und Cidre normand).